# Giải vô địch bóng đá U-20 Nam Á
Giải vô địch bóng đá U19 Nam Á là giải vô địch bóng đá dành cho các cầu thủ nam dưới 19 tuổi và được tổ chức bởi Liên đoàn bóng đá Nam Á (SAFF). Giải vô địch đã tổ chức lần đầu tiên vào tháng 8 năm 2015 ở Nepal.

## Kết quả

### Mô tả
| Năm  | Chủ nhà    | Nhà vô địch | Tỷ số     | Á quân |     |
| ---- | ---------- | ----------- | --------- | ------ | --- |
| 2015 | Nepal      | Nepal       | 1–1 (5–4) | Ấn Độ  |     |
| 2017 | Bangladesh | TBD         | TBD       | TBD    | TBD |
| 2019 | TBD        | TBD         | TBD       | TBD    | TBD |